# Arnold van Foreest
Jhr. Arnold Engelinus van Foreest (Haarlemmermeer, 29 de juny de 1863 – Apeldoorn, 24 de juny de 1954) fou un jugador d'escacs neerlandès. Era el germà petit de Dirk van Foreest. Va guanyar tres cops el Campionat d'escacs dels Països Baixos. El seu rebesnet és Jorden Van Foreest, guanyador del Tata Steel 2021 amb tan sols 21 anys.

## Resultats destacats en competició
Fou 8è a La Haia 1878 (campió: A. Polak Daniels),
fou 5è al Campionat dels Països Baixos de 1886 a Utrecht (el campió fou el seu germà Dirk), fou 3r, rere Rudolf Loman i Dirk van Foreest, al Campionat dels Països Baixos de 1888 a Rotterdam, i fou 8è al Torneig Internacional d'Amsterdam 1889 (campió: Amos Burn).
Guanyà a Groningen 1896, fou 2n, rere Bleijkmans, a Leiden 1896, empatà als llocs 3r-4t a L'Haia 1898 (campió: Tresling), fou 3r a Haarlem 1901 (campió: Adolf Georg Olland). Empatà al 1r lloc amb Frank James Marshall al quadrangular d'Amsterdam 1911, i fou 14è a Scheveningen 1913 (campió: Aleksandr Alekhin).
A banda dels torneigs mencionats anteriorment, guanyà els Campionats dels Països Baixos de 1889 a Gouda, de 1893 a Groningen, i de 1902 a Rotterdam.